# Rhaphiostylis
Genre
Rhaphiostylis est un genre de plantes de la famille des Icacinaceae.

## Liste d'espèces
Selon Catalogue of Life (7 décembre 2017) :
- Rhaphiostylis beninensis (Hook. fil. ex Planch.) Planch. ex Benth.
- Rhaphiostylis cordifolia Hutchinson & Dalziel
- Rhaphiostylis cuneatus Engl.
- Rhaphiostylis elegans Engl.
- Rhaphiostylis ferruginea Engl.
- Rhaphiostylis fusca (Pierre) Pierre
- Rhaphiostylis madagascariensis Capuron
- Rhaphiostylis minima Jongkind
- Rhaphiostylis ovatifolia Engl. ex Sleum.
- Rhaphiostylis parvifolia (S. Moore) Exell
- Rhaphiostylis poggei Engl.
- Rhaphiostylis preussii Engl.
- Rhaphiostylis subsessilifolia Engl.

Selon NCBI (7 décembre 2017) :
- Rhaphiostylis beninensis
- Rhaphiostylis ferruginea

Selon The Plant List (7 décembre 2017) :
- Rhaphiostylis beninensis (Hook.f. ex Planch.) Planch. ex Benth.
- Rhaphiostylis cordifolia Hutch. & Dalziel
- Rhaphiostylis elegans Engl.
- Rhaphiostylis ferruginea Engl.
- Rhaphiostylis fusca (Pierre) Pierre
- Rhaphiostylis madagascariensis Capuron
- Rhaphiostylis ovatifolia Engl.
- Rhaphiostylis parvifolia (S.Moore) Exell
- Rhaphiostylis poggei Engl.
- Rhaphiostylis preussii Engl.
- Rhaphiostylis subsessilifolia Engl.

Selon Tropicos (7 décembre 2017) (Attention liste brute contenant possiblement des synonymes) :
- Rhaphiostylis beninensis (Hook. f. ex Planch.) Planch. ex Benth.
- Rhaphiostylis cordifolia Hutch. & Dalziel
- Rhaphiostylis elegans Engl.
- Rhaphiostylis ferruginea Engl.
- Rhaphiostylis fusca Pierre
- Rhaphiostylis madagascariensis Capuron
- Rhaphiostylis parvifolia Exell
- Rhaphiostylis poggei Engl.
- Rhaphiostylis preussii Engl.